# La historia
Albums de Ricky Martin
Sound Loaded
(2000) The Best of Ricky Martin
(2001)
La historia est la première compilation des plus grands succès du chanteur portoricain Ricky Martin, sorti en 2001.
L'album a atteint la 1re place en Suède, la 16e place en Italie et la 23e place en Suisse.

## Liste des pistes
| 1.  | María (Spanglish Radio Edit)          | - Ian Blake - Luis Gómez Escolar - K. C. Porter                                     | - Porter - Blake - Pablo Flores - Javier Garza                      | 4:31 |
| 2.  | Vuelve                                | Franco De Vita                                                                      | - Porter - Robi Draco Rosa                                          | 5:09 |
| 3.  | Bella (She's All I Ever Had)          | - Rosa - George Noriega - Jon Secada - Escolar                                      | - Secada - Noriega - Rosa - Emilio Estefan, Jr. - Walter Afanasieff | 4:57 |
| 4.  | La bomba                              | - Rosa - Porter - Escolar                                                           | - Porter - Rosa                                                     | 4:37 |
| 5.  | A medio vivir                         | Vita                                                                                | - Porter - Blake                                                    | 4:43 |
| 6.  | Perdido sin ti                        | - Rosa - Porter - Escolar                                                           | - Porter - Rosa                                                     | 4:10 |
| 7.  | Livin' la vida loca (Spanish Version) | - Rosa - Desmond Child - Escolar                                                    | - Child - Rosa                                                      | 4:05 |
| 8.  | Volverás                              | - Blake - Porter - Escolar - Ricky Martin                                           | - Porter - Blake                                                    | 4:49 |
| 9.  | La copa de la vida (Spanish Version)  | - Rosa - Child - Escolar                                                            | - Child - Rosa                                                      | 4:30 |
| 10. | Fuego de noche, nieve de día          | - Blake - Porter - Escolar                                                          | - Porter - Blake                                                    | 5:36 |
| 11. | She Bangs (Spanish Version)           | - Rosa - Afanasieff - Child - Glenn Monroig - Julia Sierra - Daniel López           | - Rosa - Afanasieff - Child                                         | 4:37 |
| 12. | Bombón de azúcar                      | - Mark Kilpatrick - Gustavo Laureano - Carlos Figueroa - John Lengel - Carlos Rolón | - Porter - Blake                                                    | 4:59 |
| 13. | Fuego contra fuego (New Version)      | - Mariano Pérez - Carlos Gómez                                                      | - Tommy Torres - López                                              | 4:27 |
| 14. | Te extraño, te olvido, te amo         | Carlos Lara                                                                         | - Porter - Blake                                                    | 4:39 |
| 15. | Por arriba, por abajo                 | - Rosa - Escolar - César Lemos - Karla Aponte                                       | - Porter - Rosa                                                     | 3:08 |
| 16. | El amor de mi vida (New Version)      | Eddie Sierra                                                                        | - Torres - López                                                    | 3:58 |

| 17. | Sólo quiero amarte (Nobody Wants to Be Lonely) (Radio Edit) | - Child - Victoria Shaw - Gary Burr - Martin - López | Child | 3:59 |

| 1.  | María (Spanglish Radio Edit)          |  |
| 2.  | Te extraño, te olvido, te amo         |  |
| 3.  | Fuego de noche, nieve de día          |  |
| 4.  | Volverás                              |  |
| 5.  | Vuelve                                |  |
| 6.  | La copa de la vida                    |  |
| 7.  | La bomba                              |  |
| 8.  | Por arriba, por abajo                 |  |
| 9.  | Perdido sin tí                        |  |
| 10. | Livin' la vida loca (Spanish Version) |  |
| 11. | Bella                                 |  |
| 12. | She Bangs (Spanish Version)           |  |
| 13. | Sólo quiero amarte                    |  |